# Andres Almonester y Rojas
Don Andrés Almonester y Rojas (ou Almonaster et Roxas ; 19 juin 1724 à Mairena del Alcor, Espagne – 26 avril 1798 à Nouvelle-Orléans, Louisiane) était un fonctionnaire espagnol et philanthrope de Nouvelle-Orléans, principalement reconnu aujourd'hui pour ses nombreuses contributions caritatives à la ville de Nouvelle-Orléans,.

## Biographie
Né d'une famille andalouse, avec pour parents Don Miguel José Almonester et Maria Joanna de Estrada y Rojas, Don Andrés Almonester épouse en premières noces Maria Paula Rita del Rosario Martinez en 1748. Paula décède peu de temps après la naissance de leur premier enfant qui ne survit pas à l'accouchement. Don Andrés arrive en Louisiane en 1769, au début de la domination espagnole, où il est nommé escribano publico ou notaire public, ce que Grace King décrit comme étant "un poste riche en salaire, avantages et opportunités d'affaires. Il acquiert rapidement des richesses par ce poste ou à travers ce poste". Parmi ses investissements se trouve une importante étendue de terre dans le centre-ville de la Nouvelle-Orléans acheté au Gouverneur O'Reilly en bail à perpétuité. Don Andrés devient un alcalde, ou conseiller municipal du Cabildo, et obtient ensuite la charge d'Alferez Real, ou sous-lieutenant royal. Il est fait chevalier de l'Ordre de Charles III d'Espagne en 1796.
Une fois à la Nouvelle-Orléans, Andrés Almonaster obtint le poste de notaire sous les ordres du gouverneur Luis de Unzaga y Amézaga 'le Conciliateur'. Après l'incendie d'avril 1771, alors Almonaster aux postes de secrétaire, comptable et enregistreur du gouverneur Unzaga, devrait à la fois repenser une partie de cette ville de manière urbanistique et construire les principaux bâtiments de ce qui sera la capitale de la Louisiane .
Ses alliés les plus proches semblent avoir été le Gouverneur Esteban Rodríguez Miró, le Père Antoine (Antonio de Sedella), et la famille de La Ronde, au sein de laquelle il se maria ensuite.

## Mariage
À l'approche de son soixantième anniversaire, Don Andrés épouse Marie-Louise Denis de La Ronde (1758 - 1825), une Créole réputée pour sa beauté et qui a la moitié de son âge, dans l'église paroissiale Iglesia San Luis, en 1787 — un an avant sa destruction dans le le grand incendie de Nouvelle-Orléans. Dans l'ouvrage Intimate Enemies, biographie de leur fille Michaela Almonaster y Roxas, Christina Vella décrit Louise comme "une pauvre Créole française, célèbre pour avoir épousé son père" mais note également: "les oligarques français et espagnols de la colonie (...) se partagent les charges lucratives et font circuler leurs richesses dans un cercle prudemment restreint par des mariages en interne" . Loin d'être pauvre, Louise était en réalité l'aînée d'une importante famille noble dont le mariage a été arrangé pour formaliser l'alliance entre Don Andrés et une famille aristocratique en transition successive de France en Nouvelle-France puis en  Nouvelle-Espagne.